# شحاتة هارون
شحاتة هارون (1920 - مارس 2001) يهودي مصري يساري معارض لإسرائيل. ولد شحاتة هارون لأبوين مصريين يهوديين، عمل والده الخواجة هارون (كما كان يطلق المصريون على اليهود في أوائل القرن العشرين) بائعا في محل شيكوريل لأزياء الملابس.
أرسله والده إلى مدرسة الفرير الكاثوليكية، ولما وجده لايعرف أصول الديانة اليهودية أحضر له حاخاما لتعليمه، ثم حين لاحظ ضعفه في اللغة العربية، أحضر له شيخا أزهريا ليعلمه قواعد النحو والصرف حتى إنه يقول عن نفسه: إن الديانات الثلاث قد أثرت بشكل أو بآخر في تكوين فكري.
درس الحقوق في «جامعة فؤاد الأول»، وانضم للتنظيمات الشيوعية التي ماجت بها القاهرة في أربعينيات القرن المنصرم، وتم القبض عليه في 1946. وبعد التخرج عمل في المحاماة وتخصص في تسجيل ورعاية براءات الاختراع
رفض شحاتة الرحيل إلى إسرائيل بعد صدور قرار جامعة الدول بترحيل اليهود العرب إليها وأسس الرابطة الإسرائيلية للكفاح ضد الصهيونية. وتمسك بالجنسية المصرية، اتهم مرات عديدة أنه جاسوس يعمل لحساب إسرائيل، ألف كتاب أسماه يهودي في القاهرة كما عارض معاهدة كامب ديفيد.
أصيب في نهايات حياته بداء «ألزهايمر» ولم يعد يستطيع التعايش والتواصل مع من حوله. وعندما توفى في مارس 2001، رفضت عائلته أن يصلي عليه السفير الإسرائيلي بالقاهرة، واستأجرت حاخامًا من فرنسا ليصلي عليه حتى لايحضر حاخام من إسرائيل التي ظلّ طوال حياته يهاجم وجودها ويرفضه.
وتحيرت أسرته في نعيه الذي يُنشر في الجريدة لأنها لاتستطيع نشر آية من التوراة مثلما يفعل المسلمون مع القرآن والمسيحيون مع الإنجيل، فنشروا كلمة تلخِّص فلسفته في الحياة، كان قد أوردها في كتابه الوحيد «يهودي في القاهرة»، قال فيها:
لكل إنسان أكثر من هوية، وأنا إنسان مصري حين يُضطهد المصريون، أسود حين يُضطهد السود، يهودي حين يُضطهد اليهود، فلسطيني حين يُضطهد الفلسطينيون.
ظل هارون شخصية مثيرة للجدل والزوابع لكل من لا يعرفه، فقد اتهمه «موسى صبري» رئيس تحرير جريدة الأخبار - شبه الرسمية - بأنه يهودي يساري ينظم المظاهرات، وما أسهل أن يتهمه أنه مجرد جاسوس لحساب إسرائيل أصر أن يظل في مصر لإكمال نشاطه المعادي.
ولكن التنقيب في حياته وأفكاره التي وردت في أحاديثه الصحفية القليلة أو كتابه «يهودي في القاهرة» سيظل عملا شاقا.. ولكن هذا لا يمنعنا من البحث للتأكد من حقيقة موقفه. ففي عام 1967 فتحت نقابة المحامين المصرية باب التطوع لمساندة القوات المسلحة، فكتب شحاتة إلى النقيب أحمد الخواجة يقول:
«عزيزي أحمد، تحية كفاح أبعثها إليك مع استمارة التطوع.. تاركًا لك اختيار المكان الذي أستطيع فيه أن أؤدي حقي وواجبي في المعركة، وإذ أعتبر مجلس النقابة قيادة لي»
وهاهو يبعث برسالة إلى الشاعر الفلسطيني محمود درويش عندما خرج من حيفا يقول له:«تحية من القاهرة، صخرتي التي لن أبيعها باللآلئ.. حبيبتي التي لن أهجرها.. أنت وأنا الأمل.. لو عدت أنت لحيفا، وصمدت أنا في القاهرة»..
كان دومًا يحاول التأكيد على أنه خيط من نسيج الشعب المصري؛ فقد اشترك في الاتحاد الاشتراكي العربي (التنظيم الحكومي الرسمي) عام 1963، ولما كان يشعر بالاضطهاد، كان يكتب إلى مكتب الرئيس جمال عبد الناصر؛ حتى إنه لما ملّ من مديري مكتبه أبرق إليه: «تعبت من مديري مكاتبكم، عايز أقابلك أنت.. أرجوك».
وحينما أثارت جريدة «اللوموند» الفرنسية قضية وضعه في مصر، باعتباره اضطهادًا؛ أرسل إليهم مقالا جاء فيه بالنص: «أنا قادر على الدفاع عن نفسي؛ لأني قادر على شرح وضعي في وطني جيدًا».
كان يصف إسرائيل – الدولة التي تجمع يهود الأرض - بأنها خرافة يستحيل أن تتحقق؛ لأنها ضد التاريخ وضد قانون الطبيعة، ويرى أنه لم يسبق أن نشأت دولة تتألف من عنصر واحد.

## يهودي ولكن يساري
كان له ثلاث بنات: منى ونادية وماجدة، ولم تعرف نادية وماجدة بحكاية أختهن الكبرى إلا بعد أن كانت صغراهما في الخامسة عشرة؛ لأن منى ماتت وهي صغيرة، وكان شحاتة يقطع كل الصور الخاصة بها؛ لأنه لا يريد أن يتذكرها أبدًا.
فقد أصيبت منى في الخمسينيات بمرض في الدم، وكان لا بد أن يتوجه لباريس لعلاجها.. وتقدم لطلب التأشيرة، لكن السلطات أصرت إن سافر ألا يعود إلى الوطن أبدًا..
وبعد جدال طويل قرر أن يبقى في مصر؛ حتى لو كان هذا يعني أن يفقد ابنته الكبرى، وهذا ما حدث في ظل الإمكانات الطبية المتاحة بمصر آنذاك، وقد حزن عليها كثيرًا، وأحرق كل الصور الخاصة بها؛ لأنه يريد أن ينسى الأمر.
بعد توقيع مصر لمعاهدة كامب ديفيد، رفضها شحاتة؛ حيث كان يرى أنها اتفاقية سلام أمريكية بشروط الصهيونية الحاكمة في إسرائيل، وأنها ضد مصالح الشعبين الإسرائيلي والفلسطيني، وأنها قد أغفلت المطالب العادلة لمصر وسوريا في زوال الاحتلال من أراضيها.
وحينما زار «إيجال بادين» نائب رئيس الوزراء الصهيوني القاهرة عام 1979 ذهب للصلاة في المعبد اليهودي بالقاهرة؛ فدخل شحاتة بعد تعرضه لتفتيش دقيق، وقال له: إنني كمصري أرى أن المعاهدة مهينة بكرامة شعب مصر، فما كان من قوات الأمن إلا أن حاصرته وأخرجته؛ لأنه يعبر عن رأيه ورأي حزبه اليساري التوجه (حزب التجمع المصري) الذي كان عضوًا مؤسسًا فيه منذ قيامه عام 1976.
أصيب في نهايات حياته بـ«الزهايمر»، ولم يعد يستطيع التعايش والتواصل مع من حوله. تزوجت ابنتاه؛ إحداهما lماجدة من طبيب كاثوليكلي إيطالي الأصل، وتزوجت الأخرى «نادية» من مصري مسلم؛ مما جعل بيته الذي كان يسميه أصدقاؤه «محطة مصر» – نظرًا لكثرة زواره - أكثر البيوت في العالم احتفالا بمناسبات دينية.
ولعل من أبرز ما لفت الأنظار لشخصية هارون أنه جمع بين أصوله اليهودية وعقيدته اليسارية حتى أن ابنته نادية تقول: إنه لم يربهم في جو ديني؛ لأنه عاش يساريًا.